# Zacharias von Vienne
Zacharias von Vienne war der Überlieferung zufolge ein früher Bischof von Vienne im Süden Frankreichs. Seine historische Existenz und Datierung ist unsicher, fällt aber wohl in das 3. Jahrhundert.

## Leben
In der Bischofsliste von Vienne wird er an zweiter Stelle nach dem Heiligen Crescentius geführt. Dieser, der ein Schüler des Petrus gewesen sei, habe Zacharias zu seinem Nachfolger im Bischofsamt bestimmt. Zacharias selbst sei ein Schüler des Paulus gewesen. Zacharias habe außerhalb von Vienne im Haus einer christlichen Witwe namens Fuscina gewohnt und zahlreiche Einwohner der Gegend bekehrt, ehe der Statthalter Pompejus ihn ergriffen und aufgefordert habe, im nahen Mars-Tempel den römischen Göttern zu opfern. Nachdem sich Zacharias geweigert habe, sei er vor dem Gratianstor gesteinigt worden. Martin, sein Nachfolger im Bischofsamt, habe dann für eine ehrenvolle Bestattung gesorgt und eine Kapelle über dem Grab errichtet. Die Weltchronik des Ado von Vienne datiert das Martyrium des Zacharias in die Zeit des Kaisers Trajan, da jedoch der vierte Bischof von Vienne und Nachfolger des Martin, Verus I., erst im Jahr 314 bezeugt ist, erscheint eine derart frühe Datierung unwahrscheinlich.
Spätestens seit der Zeit des Bischofs Ado von Vienne (9. Jahrhundert) wird Zacharias als Heiliger verehrt. Sein Gedenktag ist der 26. bzw. 27. Mai.